# Enarmonodes
Enarmonodes is een geslacht van vlinders van de familie bladrollers (Tortricidae), uit de onderfamilie Tortricinae.

## Soorten
- E. aino Kuznetsov, 1968
- E. kunashirica Kuznetsov, 1969
- E. recreantana (Kennel, 1900)